# Charles Lloyd

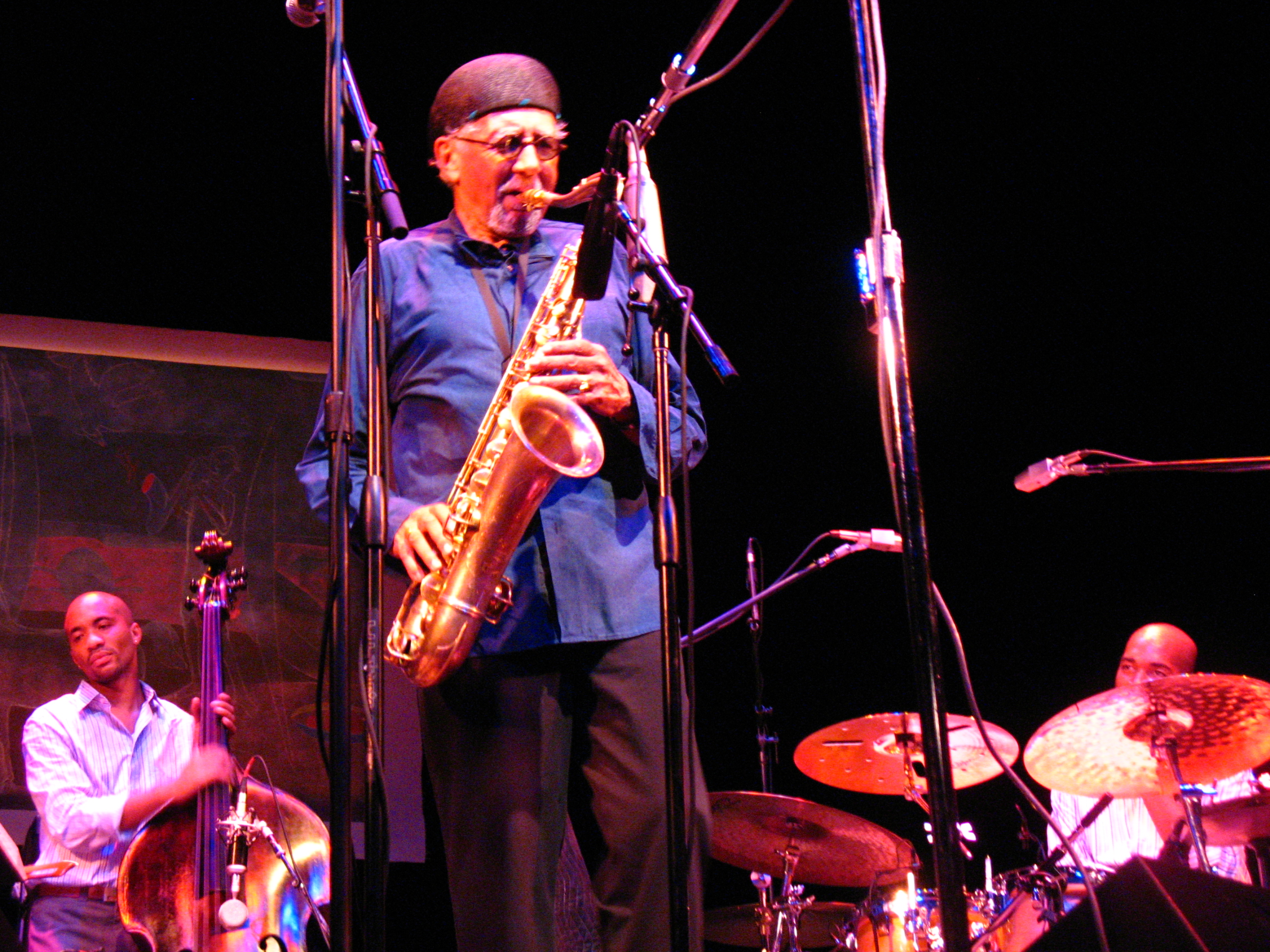
Charles Lloyd, 2006

Charles Lloyd (Memphis (Tennessee), 15 maart 1938) is een Amerikaans tenorsaxofonist en dwarsfluitist, daarnaast bespeelt hij ook meer exotische blaasinstrumenten.

## Biografie
Lloyd kreeg op negenjarige leeftijd pianoles van Phineas Newborn. In 1956 verhuisde Lloyd naar Los Angeles om daar een muziekstudie aan de Universiteit van Zuid-Californië te volgen. In die stad waren veel jazzmusici te vinden, zoals Buddy Collette en Ornette Coleman. Tijdens zijn verblijf daar speelde hij in een bigband van Gerard Wilson. Van 1960 tot 1963 speelde hij in de band van Chico Hamilton, waarin hij zich steeds meer ontpopte als componist van postbop-composities. In 1964 trok hij verder en ging spelen bij Cannonball Adderley. Rond die tijd komen de eerste muziekalbums van zijn hand; medemusici zijn Herbie Hancock, Ron Carter en Tony Williams.
Gedurende de jaren 1966-1968 speelde Lloyd in een kwartet met Keith Jarrett, Cecil McBee/Ron McClure en Jack DeJohnette. De muziek neigt dan meer naar de freejazzstijl. Het album Forest Flower werd zelfs binnen de jazzwereld een hit. Na 1968 trok Lloyd zich gedeeltelijk terug uit de actieve jazzmuziekwereld en werd hij saxofonist bij The Beach Boys en de band Celebration (bestaande uit oud-Beach Boys-leden).
Pianist Michel Petrucciani vroeg hem begin jaren tachtig terug te keren in de jazzwereld. Vanaf 1989 volgde een contract bij ECM Records, waarbij met regelmaat albums van hem verschenen.
In 2024 won Lloyd een Edison Award in de categorie Internationaal.

## Selectieve discografie

### metChico Hamilton
- Passin' thru (1962, Impulse!)
- A different journey (1963, Reprise)
- The man from two worlds (1963, Impulse!)
- Transfusion (1963, Studio West)

### MetCannonball Adderley
- Fiddler on the roof (1964, Capitol)
- Cannonball Adderley - Live! (1964, Capitol)

### Onder eigen naam
- Discovery! The Charles Lloyd quartet (1964, Columbia)
- Of Course, Of Course (1965, Columbia)
- Dream Weaver (1966, Atlantic)
- Forest Flower (1966, Atlantic)
- Love In (1967, Atlantic)
- Nirvana (1968, Columbia)
- Soundtrack (1968, Atlantic)
- Waves (1972, A&M)
- Geeta (1973, A&M)
- Weavings (1978, Pacific Arts)
- A Night in Copenhagen (1983, Blue Note)
- Fish Out of Water (1989, ECM)
- Notes from Big Sur (1989, ECM)
- The Call (1993, ECM)
- All my Relations (1994, ECM)
- Canto (1996, ECM)
- Voice in the Night (1999, ECM)
- The Water is Wide  (2000, ECM)
- Hyperion with Higgins (2001, ECM)
- Lift Every Voice (2002, ECM)
- Which Way is East (2004, ECM)
- Jumping the Creek (2005, ECM)
- Sangam (2006, ECM)
- Rabo de Nube (2008, ECM)
- Mirror (2010, ECM)